# Паладий
Вижте пояснителната страница за други значения на Паладий.
Паладият е химичен елемент, сребристобял метал от групата на благородните метали. Химичен знак – Pd, пореден номер 46, атомна маса 106,42.

## История
Паладият е открит през 1803 г. и е наречен на открития по това време астероид Палада, чието наименование е свързано с гръцката богиня на мъдростта Атина Палада. В природата металът обикновено се среща в никеловите руди заедно с платината. Извлича се с помощта на царска вода.

## Характеристики
Температура на топене – 1552 °C, температура на кипене – 3140 °C и плътност – 12,02 g/cm3. Металът не потъмнява от въздуха и в химично отношение е доста инертен. Реагира с гореща, концентрирана азотна киселина и кипяща сярна киселина. При стайна температура металът има необикновеното свойство да абсорбира водород до 900 пъти повече от собствения си обем.
Паладиевият дихлорид (PdCl2) може да абсорбира големи количества въглероден оксид (СО), поради което се използва като детектор за откриване на този силноотровен газ.

## Приложение
Паладият се използва главно в електротехниката (металът не корозира), за направа на хирургически инструменти, като катализатор в някои химически производства, а също и в бижутерията. Сплавта на паладия със златото и най-често мед се използва за оцветяване на злато и е позната в бижутерията като бяло злато.
Като ценен метал паладият дори измества златото в галваничната електроиндустрия, зъботехниката както и при направата на някои монети. Паладият намира и широко приложение при сплавянето на титан.

### Цена на паладия
Паладият се търгува свободно на световните стокови борси и цената му се изменя динамично. Най-често тя се движи правопропорционално с тази на другите ценни метали като: злато, сребро и платина. Борсовият индекс на паладия е ISIN XC0009665529.